# Meistaraflokkur 1943
La Meistaraflokkur 1943 fu la 32ª edizione del campionato di calcio islandese concluso con la vittoria del Valur al suo nono titolo.

## Formula
Le squadre partecipanti furono cinque che si incontrarono in un turno di sola andata per un totale di quattro partite.

## Squadre partecipanti
| Club  | Città     | Posizione 1942     |
| ----- | --------- | ------------------ |
| Fram  | Reykjavík | 2°                 |
| KR    | Reykjavík | 3°                 |
| Valur | Reykjavík | Campione d'Islanda |
| ÍBA   | Reykjavík | Non partecipante   |
| ÍBV   | Reykjavík | 4°                 |

Tutti gli incontri si disputarono allo stadio Melavöllur, impianto situato nella capitale.

## Classifica finale
|                    | Pos. | Squadra | Pt | G | V | N | P | GF | GS | DR  |
| ------------------ | ---- | ------- | -- | - | - | - | - | -- | -- | --- |
| Islanda (bandiera) | 1.   | Valur   | 8  | 4 | 4 | 0 | 0 | 12 | 4  | +8  |
|                    | 2.   | KR      | 4  | 4 | 2 | 0 | 2 | 11 | 9  | +2  |
|                    | 3.   | Fram    | 4  | 4 | 2 | 0 | 2 | 10 | 9  | +1  |
|                    | 4.   | ÍBA     | 3  | 4 | 1 | 1 | 2 | 8  | 9  | -1  |
|                    | 5.   | ÍBV     | 2  | 4 | 0 | 1 | 3 | 5  | 15 | -10 |

Legenda:

      Campione di Islanda
Note:

Due punti a vittoria, uno a pareggio, zero a sconfitta.

### Verdetti
- Valur Campione d'Islanda 1943.